# Johanna Thimig
Johanna Thimig (* 1943; † 26. November 2014 in Wien) war eine österreichische Schauspielerin.

## Leben
Johanna Marie Thimig stammte aus einer Schauspielerfamilie. Ihre Eltern waren die Burgschauspieler Hermann Thimig und Vilma Degischer.
Thimig hatte Theaterengagements in Deutschland, u. a. in Bochum und Stuttgart. In der Theatersaison 1962/63 spielte sie am Staatstheater Stuttgart neben Ulrich Matschoss in der Komödie Oh Vater, armer Vater... von Arthur L. Kopit auf. In der Spielzeit 1964/65 spielte sie am Bayerischen Staatsschauspiel in München die Frida in Heinrich IV. von Luigi Pirandello. In der Spielzeit 1965/66 war sie weiterhin am Bayerischen Staatsschauspiel engagiert und spielte in dieser Saison das 2. Fräulein Ayola in Doña Rosita oder die Sprache der Blumen von Federico García Lorca (Premiere: November 1965; Residenztheater München) und die Charlotte in dem Lustspiel Der Parasit von Friedrich Schiller (Premiere: Februar 1966; Cuvilliés-Theater). 1982 übernahm sie in einer Tourneetheater-Produktion der „Bühne 64 Zürich“ die Rolle der Elisabeth von Ritter in dem Theaterstück Verbotenes Land von Henry Denker; ihr Partner in der Rolle von Sigmund Freud war Karl-Heinz Martell. 1987 spielte sie in einer Tourneetheater-Produktion der „Berliner Tournee“ die Königstochter Goneril in König Lear in einer Inszenierung von Hans-Joachim Heyse; ihr Partner als Lear war wieder Karl-Heinz Martell. In der Theatersaison 1988/89 spielte sie beim Tournee-Theater Euro-Studio Landgraf in der Farce Die Chinesische Mauer von Max Frisch. 1991 trat sie bei den Bad Hersfelder Festspielen auf.
In Österreich trat sie u. a. am Theater in der Josefstadt (u. a. als Tochter Ottilie Klamroth in Vor Sonnenuntergang), an den Wiener Kammerspielen, an der Neuen Tribüne Wien und an der Freien Bühne Wieden auf. 2005 spielte sie an der Freien Bühne Wieden die Rolle der „abgründigen“ Frau Wurmser in der Uraufführung des Theaterstücks Verdunkelung von Erika Mitterer. Im November 2005 trat sie, an der Seite von Helga Papouschek, in der Neuen Tribüne Wien in der Premiere des Einakters Ein unglücklicher Zufall von James Saunders auf. Ihre letzten Bühnenauftritte hatte sie 2011, unter der Regie von Burgschauspielerin Elisabeth Augustin, in dem Theaterstück Königin Mutter von Manlio Santanelli an der Freien Bühne Wieden; ihr Partner in der Rolle des Sohnes war der Burgschauspieler Johannes Terne.
Thimig wirkte auch an einigen Film- und Fernsehproduktionen mit, u. a. 1963 in Wolfgang Liebeneiners Fernsehinszenierung der Komödie Charleys Tante, mit Boy Gobert als Partner. 
Gelegentlich war Thimig auch als Hörspielsprecherin tätig, so in der Produktion Wien West von Elfriede Jelinek (NDR/WDR 1971) und in Gesellschaft  (Vier Szenen) von Raoul Auernheimer (ORF 1980).
Die Trauerfeier für Johanna Thimig fand am 10. Dezember 2014 auf dem Döblinger Friedhof in Wien statt. Die Urnenbeisetzung erfolgt im Familienkreis auf dem Ortsfriedhof Werfenweng in Salzburg.

## Filmografie (Auswahl)
- 1963: Charleys Tante (Fernsehfilm)
- 1968: An Einzeltischen (Fernsehfilm)
- 1970: Luftsprünge (Fernsehserie)
- 1971: Geliebtes Scheusal (Theateraufzeichnung; Wiener Kammerspiele)
- 1972: Fettaugen - Eine Idylle aus der deutschen Provinz (Fernsehfilm)
- 1972: Katzenspiel (Theateraufzeichnung; Theater in der Josefstadt)
- 1979: Das Veilchen (Fernsehfilm)